# Habenaria isoantha
Habenaria isoantha är en orkidéart som beskrevs av Rudolf Schlechter. Habenaria isoantha ingår i släktet Habenaria och familjen orkidéer.
Artens utbredningsområde är Tanzania. Inga underarter finns listade i Catalogue of Life.